# Ägyptisch Grün
Bei Ägyptisch Grün handelt es sich um ein oliv- bis blaugrünes kupfersilikatisches Pigment. Von der Zusammensetzung ist es dem Ägyptisch Blau sehr ähnlich. Es zählt, gemeinsam mit Ägyptisch Blau, zu den ältesten synthetisch hergestellten Pigmenten der Welt. Eine Verwendung wurde bisher nur für das alte Ägypten nachgewiesen.

## Geschichte
Die ältesten Funde von Ägyptisch Grün stammen aus der 6. Dynastie (2347–2216 v. Chr.). Identifiziert wurde es in den Gräbern von Unas und Chenti in Theben, sowie an einem weiteren Grab in el-Chocha. Diese frühen Funde werden vereinzelt jedoch auch für Zersetzungsprodukte von Ägyptisch Blau angenommen und die Herstellung des Pigments erst ab der 18. Dynastie vermutet.
Im Alten und Mittleren Reich wurde das Pigment nur selten und unregelmäßig angewendet, sodass bei Nachweisen vor der Zweiten Zwischenzeit fraglich ist, ob das Pigment bewusst hergestellt wurde oder aus einer missglückten Produktion von Ägyptisch Blau stammt. Beispiele für die Verwendung von Ägyptisch Grün sind eine bemalte Stele aus der 11. Dynastie, sowie Fragmente eines bemalten Steinreliefs aus der frühen 12. Dynastie.
Im Neuen Reich (1532–1070 v. Chr.) stieg die Anzahl der mit Ägyptisch Grün bemalten Kunstwerke. Aufgrund der Häufigkeit der Verwendung muss eine gezielte Herstellung vorausgesetzt werden. Vor allem im Grab der Königin Nefertari aus der 19. Dynastie findet sich häufig Ägyptisch Grün, aber auch in Gräbern aus Theben, Abydos, El Kab und Tell el-Amarna konnte das Pigment entdeckt werden.
Mit dem Ende des Neuen Reiches verschwindet das Pigment. Letzte Nachweise sind in der Dritten Zwischenzeit zu finden, beispielsweise an einem gefassten Holzsarg der 21. Dynastie.
Der Gebrauch des Pigments blieb stets auf Ägypten beschränkt.
1975 wurde Ägyptisch Grün von Noll und Hangst erstmals identifiziert.

## Herstellung
Für die Herstellung des Ägyptisch Grün existieren keine altägyptischen Überlieferungen und auch keine Erwähnungen in antiken Quellen, sodass für die Wiederentdeckung der Herstellung des Pigments experimentelle Forschung nötig war.
Für die Herstellung von Ägyptisch Grün werden vier Grundsubstanzen benötigt: Siliciumdioxid, Calciumoxid, alkalihaltiges Flussmittel und Kupferoxid.
Für Siliciumdioxid und Calcium existieren zahlreiche Rohstoffquellen in Ägypten. Siliciumdioxid ist als Sand nahezu überall und unbegrenzt vorhanden. Viele Sande sind zudem kalkhaltig, enthalten also Calcium. Außerdem finden sich Kalksteinvorkommen in den Hügeln entlang des Niltals zwischen Kairo und Esna. Alkalihaltige Flussmittel wurden in Form von Natursoda oder salzhaltiger Pflanzenasche eingesetzt. Natursoda findet sich in den ausgetrockneten Salzseen oder Flussbetten der Wüstengebiete, wie im Wadi Natrun in Unterägypten oder in El Kab in Oberägypten. Kupfer war in Ägypten seit dem Neolithikum in Gebrauch, jedoch fanden sich keine Kupferlagerstätten am Lauf des Nils. Kupfer wurde daher importiert und in Form von Kupfererzen außerhalb des Niltals, zum Beispiel in Faynan, Timna und Serabit el-Chadim abgebaut. Die Verwendung dieser Rohstoffe reicht bis weit über die Anfänge der Pigmentproduktion hinaus.
Die Zutaten wurden zu einem feinen Pulver zermahlen und vermischt. Hierfür wurden etwa 5 Teile Quarz, 2 Teile Kalk, 2 Teile Kupfer und 1 Teil Flussmittel verwendet. Anschließend wurde das Pulver 24–48 Stunden bei einer Temperatur zwischen 900 und 950 °C erhitzt. Hierbei entsteht eine glasartige blaue Masse. Diese Masse wird geschliffen und erneut erhitzt. Hierdurch steigt der Blauanteil weiter an. Dieser Vorgang wird mehrfach wiederholt, bis die Temperatur auf über 1000 °C erhöht wurde oder eine reduzierende Ofenatmosphäre vorhanden war. Bei dieser Temperaturerhöhung entsteht schließlich Ägyptisch Grün.